# Авторское право в Панаме
Авторское право в Панаме прежде всего основывается на законе от 1994 года, известном как «Закон 15». История панамского законодательства об интеллектуальной собственности уходит в прошлое вплоть до XIX века. Согласно многим утверждениям, власти страны стали серьёзно следить за его соблюдением лишь с недавних пор, после критики со стороны международного сообщества. Впрочем, новый закон от 2012 года привлёк опасения общественности в обратном направлении, поскольку многие находят его слишком жёстким.

## История
Некоторые положения в законодательстве об авторском праве в Панаме датируются ещё 1826-м годом. Государство было участником ряда международных договоров об авторских правах, заключённых на протяжении XX века. Современное авторское право в Панаме основывается на законе от 1994 года: Национальная ассамблея Панамы в августе 1994 года приняла комплексный законопроект об авторском праве под названием Закон 15, в основу которого легла модель, разработанная Всемирной организацией интеллектуальной собственности. Закон совершенствует механизм защиты авторских прав: предусматривается выплата роялти, облегчается процесс преследования нарушителей авторских прав, защищается программное обеспечение. Нарушение авторских прав признаётся преступлением, которое карается штрафом до 20 000 долларов, а сам штраф выплачивается в пользу Национального ведомства авторского права при Министерстве образования Панамы. Закон также признает существование морального права (право авторов произведений требовать их публикаций без привнесения в них каких-либо изменений, право на анонимность автора и т.д.). Продолжительность срока действия авторского права составляет 50 лет после смерти автора или публикации анонимного произведения.
Согласно Закону 23 от 1996 года в стране была создана Междисциплинарная комиссия по делам интеллектуальной собственности, которая надзирает над рассмотрением различных дел, связанных с авторским правом.
В сентябре 2012 года в Панаме был принят новый закон об авторском праве (Закон 510). Его принятие было результатом переговоров между Панамой и США о заключении Соглашения о развитии торговли. Новый закон наделяет панамское ведомство по делам авторского права под названием Главное управление по делам авторского права (DGDA) полномочиями по наложению штрафов на тех лиц, которые нарушают авторские права посредством файлового обмена. Штрафы налагаются в размере до $100 000 ($200 000 за повторное нарушение); у нарушителей есть пятнадцать дней, чтобы оправдать себя до того, когда они будут арестованы. Штрафы выплачиваются в пользу ведомств по делам авторских прав, которые имеет право использовать полученные средства в качестве премиальных для своих сотрудников, в то время как сами правообладатели ничего с этих денег не получают. По отношению к нарушителям авторского права, однако, всё ещё может быть подан отдельный иск со стороны правообладателя. В случае признания их виновными, правонарушителям также придется заплатить за отчёт в прессе, где они признают себя виновным в интернет-пиратстве. В 2012 году в Панаме также была ограничена область действия добросовестного использования.

## Критика
Хотя по делам, связанным с интеллектуальной собственностью, был проведён целый ряд судебных разбирательств, Управление по делам авторского права Панамы, согласно отчёту США от 2001 года, является «малым по размерам и неэффективным». В этом же докладе утверждается, что Управление не спешит осуществлять дальнейшее совершенствование законодательства об авторском праве и реализовывать новые соглашения с ВОИС (такие как договор ВОИС об авторском праве). В нём же содержатся предложения о признании определённых действий правонарушениями (в частности, нарушение авторских прав посредством Интернета), о повышении штрафов и усилении средств контроля над правонарушителями. С тех пор законодательство Панамы продвигается вперёд в вопросе авторского права при техническом содействии SIECA (Система экономической интеграции Центральной Америки).
В 2012 году закон вызвал критику со стороны членов Движения свободной культуры и защитников цифрового права (таких как Electronic Frontier Foundation), причём как в самой Панаме, так и за рубежом. Благодаря неопределённой формулировке положений закона становится возможным та ситуация, где даже использование платного потокового медиа-контента, вроде Netflix или радио Pandora, может рассматриваться как нарушение авторских прав. Закон был назван «драконовским» и «чрезвычайно непродуманным»; Андрес Гуадамус из компании Technollama, а также журналист Кори Доктороу и представители EFF назвали это закон «худшим законом [об авторском праве] в истории Вселенной.» В EFF также отметили, что новый закон нарушает принцип правовых гарантий. Законопроект не был широко известен в кругах общественности Панамы на момент его принятия и не был предметом для каких-либо значимых публичных дебатов. Правозащитники критиковали правительство США за лоббирование интересов деятелей шоу-бизнеса. США, по их мнению, оказывает давление на Панаму и другие латиноамериканские страны и заставляет их принимать суровые законопроекты в области авторского права, ущемляющие свободу слова и действующие в ущерб общественным интересам.